# Fiscalitat a la Comunitat de Madrid
La fiscalitat de la Comunitat de Madrid són les polítiques tributàries que depenen de la Comunitat de Madrid en el marge de la seua competència.

## Evolució general
L'Estatut d'autonomia de la Comunitat de Madrid (LO 3/1983) regula els recursos tributaris de la Comunitat de Madrid en l'article 53, el qual còpia l'article 4 de la Llei Orgànica 8/1980, de 22 de setembre, de Finançament de les Comunitats Autònomes.
La cessió dels tributs a la Comunitat de Madrid ha seguit la següent cronologia:
- Llei 41/1983, de 28 de desembre, reguladora de la cessió de tributs a la Comunitat de Madird.
- Llei 16/1990, de 29 de novembre: Modifica la Llei 41/1983 i establí la cessió del rendiment dels Impostos sobre Successions i Donacions i l'Impost sobre Transmissions Patrimonials a partir de l'1 de gener de 1990.
- Reial Decret 941/1995, de 9 de juny, sobre traspassament dels serveis de l'Administració de l'Estat a la Comunitat de Madird: La Comunitat de Madrid assumeix la competència de la gestió dels tributs que se li cedeixen a partir d'exactament l'any 1995.
- Llei 30/2002, d'1 de juliol, del règim de cessió de tributs de l'Estat a la Comunitat de Madird i de fixació de l'abast i condicions de tal cessió: Adapta el règim tributari general establit a la Llei 21/2001.
- Reial Decret 601/2003, de 23 de maig: Traspassa funcions i serveis de l'administració d'àmbit estatal a l'adminsitració autonòmica madrilenya respecte la gestió de l'Impost sobre el Patrimoni i els tributs sobre el joc a partir de l'1 de juny de 2003.

Amb el sistema de finançament autonòmic vigent des del 2002, les competències tributàries de les comunitats autònomes foren ampliades. Aquestes competències estaven regulades per la Llei 21/2001.
Des del 2002, amb Esperanza Aguirra al capdavant de la comunitat autònoma, va iniciar rebaixes d'impostos, especialment a les persones de rendes altes. Va ser continuat per Ignacio González i més tard per Cristina Cifuentes. Aquesta rebaixa ha seguit la teoria econòmica neoliberal de la curva de Laffer.
Entre el 2003 i el 2007, la política tributària d'aquesta regió espanyola s'ha caracteritzat per una rebaixa selectiva dels impostos, l'ajuda a la família, la vivenda i les persones discapacitades. Destaca que siga la primera comunitat autonòmica que rebaixa la tarifa de l'IRPF i l'establiment d'unes deduccions en matèria d'IRPF que són les més generesoses de totes les comunitats autonòmiques.
El 2016, Sergi Pitarch denuncià el privilegi de la Comunitat de Madrid dins de l'Estat Espanyol pel fet de tindre un sistema de finançament autonòmic especialment favorable i una política tributària de baixar els tributs, provocant fuga de capitals i patrimonis.
El gener de 2017, la presidenta de l'autonomia, Cristina Cifuentes, anuncià que volia baixar l'Impost de Successions i l'IRPF.
L'Autoritat Independent de Responsabilitat Fiscal avisà en un informe publicat el juliol de 2019 que s'activaren mecanismes de control per l'elevat risc d'incompliment de la normativa d'estabilitat pressupostària present en aquesta regió.
La presidenta de l'autonomia, Isabel Díaz Ayuso, anuncià l'agost de 2019 que baixaria els impostos.
Una persona cèlib d'edat inferior de 65 anys i sense fills amb una renda de 20.000 euros a Madrid pagaria uns impostos de 2.269 euros anuals per l'Impost sobre la Renda de les Persones Físiques, cosa que comparativament implica pagar uns 100 euros menys que la mitja nacional i 300 euros o menys que si residira a Catalunya o 200 euros o menys que si residira a Aragó.

## Tributs de la Comunitat de Madrid

### Tributs propis
La Comunitat de Madrid ha establit els següents tributs propis: l'Impost sobre els premis del bingo, l'Impost sobre la modalitat de jocs col·lectius de diner i atzar simultanis, l'Impost sobre dipòsits de residus, la Tarifa de depuració d'aigües residuals i l'Impost sobre la instal·lació de màquines a establiments d'hostaleria autoritzats.
La Llei 12/1994, de 27 de desembre, de Tributació sobre els jocs de sort, envit i atzar establí els impostos sobre els premis de bingo i sobre la modalitat de jocs col·lectius de diner i atzar simultanis. Sent reformada per la Llei 15/1996, de 23 de desembre, de mesures fiscals i administratives. La Llei 3/2000, de 8 de maig, de Mesures Urgents Fiscals i Administratives establí l'impost sobre la instal·lació de màquines a establiments d'hostaleria autoritzats. La Llei 6/2003, de 20 de març establí l'impost sobre dipòsits de residus. La Tarifa de depuració d'aigües residuals fou establida per la Llei 17/1984, de 20 de desembre.
El Decret Legislatiu 1/2002, de 24 d'octubre, aprovà el Text Refòs de la Llei de Taxes i Preus Públics de la Comunitat de Madrid. Aquesta norma es regulaven les taxes. La Llei 14/1994, de 28 de desembre, per la que es regulen els Serveis de Prevenció i Extinció d'Incendis i Salvaments de la Comunitat de Madrid, regula una contribució especial per a tal servei.

### Tributs cedits
Se li ha cedit una part de l'import recaptat dels següents tributs: IRPF (33%), IVA (35%), Impost sobre la Cervesa (40%), Impost sobre el Vi i Begudes Fermentades (40%), Impost sobre Productes Intermedis (40%), Impost sobre l'Alcohol i Begudes Derivades (40%), Impost sobre Hidrocarburs (el 100%), Impost sobre les Labors del Tabac (40%) i l'Impost sobre l'Electricitat (100%).
Se li ha cedit tot el rendiment dels següents tributs a la Comunitat de Madrid: l'Impost sobre el Patrimoni, l'Impost sobre Successions i Donacions, l'Impost sobre Transmissions Patrimonials i Actes Jurídics Documentats, Tributs sobre el Joc, l'Impost Especial sobre Determinats Mijtans de Transport i l'Impost sobre les Vendes Minoristes de Determinats Hidrocarburs. Per a aquests tributs, la Comunitat de Madrid s'encarrega de la gestió, liquidació, recaptació i inspecció i "de la revisió dels actes dictats en via de gestió" de determinats tributs.
En el sistema de finançament establert des del 2002 es van augmentar les competències de les comunitats autònomes sobre els tributs cedits.

#### Recàrregs
El 1984 la Comunitat de Madrid va establir un recàrreg sobre la quota líquida de l'IRPF amb la Llei del Fons de Solidaritat municipal de la Comunitat de Madrid, de 19 de desembre de 1984. Una sentència del Tribunal Constitucional constatà que aquest era conforme a la llei. Per la pressió mediàtica, va ser retirada (amb la Llei 10/1990, de 4 d'octubre).
La Comunitat de Madrid ha establit un recàrreg sobre l'Impost Municipal sobre Activitats Econòmiques (establit al Reial Decret Legislativo 2/2004, de 5 de març) i sobre la Taxa estatal que grava els jocs de sort, envit i atzar (establit amb la Llei 12/1994, de 27 de desembre).